# Ciborinia
Ciborinia es un género de hongos en la familia Sclerotiniaceae.